# Teixidor de Salvadori
El teixidor de Salvadori (Ploceus dichrocephalus) és un ocell de la família dels ploceids (Ploceidae).

## Hàbitat i distribució
Habita la vegetació de ribera, canyars i pastures del sud-est de Etiòpia, sud de Somàlia i extrem nord-est de Kenya.